# Poiana lui Alexa, Vaslui
Poiana lui Alexa este un sat în comuna Pușcași din județul Vaslui, Moldova, România.
În localitate trăiesc aproximativ 150 de familii. Este situată la 13 km de municipiul Vaslui. În localitate se ajunge pe drumul național Vaslui-Bacău până în dreptul localității Pușcași.